# Kroniskt somatoformt smärtsyndrom
Kroniskt somatoformt smärtsyndrom eller psykogen smärta är en psykisk störning som hör till de somatoforma störningarna, och innebär att personen har fysiska symtom på en psykisk sjukdom, det vill säga smärta, som egentligen har psykiska orsaker. Tillståndet kan också kallas "kronisk psykalgi", en långvarig psykiskt betingad smärta, och räknas som ett konversionssyndrom, där en inre smärta "konverteras" till en fysisk.
Smärtan kan bero på en missad fysisk sjukdom, lokal eller systemisk. Psykogen smärta kallas därför hellre idiopatisk.[källa behövs] Jämför även refererad smärta.[källa behövs]

## Symtom
Vid kroniskt somatoformt smärtsyndrom lever personen i en så svår stress eller har genomlevt ett trauma, att det är rimligt att anta att den psykosociala situationen tar sig uttryck i somatisering, att de psykiska eller sociala problemen "konverteras" till denna fysiska smärta. Somatiseringen vid denna diagnos yttrar sig i långvarig och svår smärta som inte kan förklaras med en fysisk sjukdom. Smärtan leder ibland till en sjukdomsvinst, att personen får den medkänsla han eller hon av psykosociala skäl behöver. Smärtgraden korrelerar med livsstressen eller mängden problem, snarare än med sådant som fysiskt sett borde höra samman med dess svårighetsgrad. Det är dock inte ett simulerat tillstånd, för personen upplever smärtan fysiskt och tror att den beror på en fysisk sjukdom eller en skada. Snarare handlar det om ett slags självbedrägeri. Vid denna diagnos förflyttas inte smärtan eller symtomen i kroppen, vilket kan vara fallet vid andra somatoforma störningar; det är alltid samma kroppsdel som gör ont, men smärtgraden varierar. 
Smärtan kan sitta i vilken kroppsdel som helst, men det är vanligt med smärtor i ryggen, magsmärta och huvudvärk. Elallergi räknas ibland hit.
Vid kroniskt somatoformt syndrom letar den drabbade efter den bakomliggande orsaken till smärtan, ett sökande som kan bli så intensivt att det blir funktionsnedsättande inom andra områden; sökandet efter sin fysiska sjukdom (som inte finns) blir en tidstjuv, eller hindrar personen från att leva ett vanligt liv. Detta kan yttra sig i att personen upprepade gånger söker sig till sjukvården, eller till att personen söker sig till alternativmedicinen när läkaren inte "tar smärtan på allvar". Smärtan kan också bli fysiskt handikappande. Smärtor i ryggen eller nacken kan leda till att personen undviker aktiviteter som belastar dessa kroppsdelar.
Personer som lider av kroniskt somatoformt smärtsyndrom riskerar drabbas av läkemedelsberoende.

## Differentialdiagnoser
Somatiseringar förekommer vid flera psykiska tillstånd, såsom depression och schizofreni. Vissa former av migrän kan sägas vara psykogena, och räknas då som ett somatoformt smärtsyndrom, men kan också ha organiska orsaker. Personer med histrionisk personlighetsstörning som får en fysisk sjukdom, kan lätt misstas för somatiserande.